# Calaveras
I calavera (teschio in lingua spagnola) sono teschi di zucchero tipici delle celebrazioni del Giorno dei morti in Messico, fatti di zucchero di canna, raramente aromatizzati alla vaniglia, quasi sempre composti da un unico panetto decorato da coloranti vegetali verde, azzurro, giallo, rosso e fogli di carta d'oro alimentare e con una dimensione che varia dai 2 fino ai 20 cm.
La loro funzione è sia quella di "ofrenda" (ovvero di piccolo oggetto da offrire ai defunti su un altare rituale composto per il Día de Muertos e quindi in questo caso reca il nome del defunto cui è indirizzato) sia di dolci per i bambini; in tal senso ai calavera si possono affiancare piccoli giocattoli di fango a forma di cranio, realizzati con due parti concave, utilizzati come sonagli e dipinti di nero, rosso e argento.
Nell'antichità il teschio giocattolo si affiancava alla tradizione di "chiedere teschio", che consisteva nell'uscire a chiedere l'elemosina per comprare calavera da collocare negli altari delle chiese e delle tombe durante le feste.
I calavera e più in generale teschi e scheletri sono spesso raffigurati nei dipinti di epoca pre-colombiana, intesi però come simboli di rinascita.
La denominazione "calavera" si riferisce alle rappresentazioni artistiche di teschi, come le litografie di José Guadalupe Posada: di queste ultime la più celebre è La Calavera Catrina, litografia raffigurante un teschio di donna con un cappello di foggia europea; essa rappresenta satiricamente tutti quei messicani che in epoca pre-rivoluzionaria vollero adottare i modi dell'alta borghesia europea.